# 堀田哲爾
堀田 哲爾（ほった てつじ、1935年8月2日 - 2012年7月23日）は、日本のサッカー指導者。
「清水サッカーの生みの親」といわれ、静岡県のサッカー普及に大きな足跡を残した。

## 経歴
1935年（昭和10年）に生まれる。生家は静岡市（現・静岡市葵区）の華陽院 (寺院)。7人兄弟の5番目（四男）。
小学生時代は野球をやり、当初は外野手、後に捕手を担当した、中学生よりサッカーを始める。静岡大学教育学部短期大学部を卒業。
1956年に清水市立江尻小学校（現・静岡市立清水江尻小学校）に教師として赴任。同校に日本で初めてとなる小学生サッカーチームを創部。
1964年に同チームを「江尻サッカースポーツ少年団」に組織変更。1966年、清水市小学生対抗サッカー大会を初めて開催する。
1967年、清水市少年サッカーリーグを主宰。これは全国初の小学生によるサッカーのリーグ戦であった。1968年、静岡県サッカー少年団育成協議会の副会長に就く。1969年、各チームの選手を選抜し、「全清水サッカー少年団」を結成。1977年に「清水FC」に改称。
1970年、清水市蹴球協会理事長に就任。同年、日本蹴球協会公認指導者養成第1回コーチングスクールを受講し、静岡県コーチングスクールを開く。
1972年、ペプシコーラ社から支援を受け、新聞「静岡ユースサッカー」の発行、中学生サッカー県大会の創設、清水ユース・コーチングスクールの開設に尽力。同年、清水市で「全国選抜少年サッカーフェスティバル」を開催。1973年、清水招待サッカー開始。
1976年、日本サッカー協会（JFA）技術委員会普及部委員となる。
1977年、静岡県サッカー協会理事長に就任。
1978年、清水市教育委員会に着任。体育保険課長、事務局次長、スポーツ都市推進担当専門官の要職に就く。
1988年、朝日体育賞受賞。
1991年、清水エスパルスの当時の運営会社「エスラップコミュニケーションズ」の球団常務となる。
1992年、静岡県サッカー協会の財団法人化により専務理事を兼任。
1992年7月10日、静岡県サッカー協会から約1,300万円余りを横領したとして業務上横領の疑いで逮捕される。
4日後に同協会の理事長職および日本サッカー協会の専務理事を辞任。
1993年、東京高等裁判所（二審）により懲役1年4か月、執行猶予3年の判決を受けた。
2002年頃より言動に異変が現れ始め、2006年にレビー小体型認知症と診断される。
2012年、びまん性レビー小体病のため76歳で死去。

## 現役時代
ポジションはディフェンダーだが、ストライカーでもあった。静岡大学2年時に同大学を東海地区国立大学体育大会（サッカー部門）優勝に導く。教員となってからは「静岡県教員蹴球団（現・静岡県教員サッカー団芙蓉クラブ）」と「清水クラブ」の2チームに所属。国体に教員の部の選手として9回出場し（その後教員男子の監督や県の総監督として15回出場）、1961年の秋田国体と1971年の和歌山国体では優勝を果たす。なお同時期に清水市教職員のソフトボールチームにも参加し、1960年に同チームが全日本教員ソフトボール大会で優勝した時のレギュラー選手として活躍した。

## 著書
- 『サッカー入門』〈入門シリーズ〉(11) 西東社 1984年1月 ISBN 4791605713
- 『目で見るサッカー教室：イラストと写真でわかる基本プレー・チームプレー』〈ナガオカ入門シリーズ〉(33) 永岡書店 1984年5月・1993年3月 ISBN 4522070330
- 『この道20年キックオフ人生　心のサッカー108話』 静岡：クリエイティブ宗 1986年